# Tephrialia trigonospila
Tephrialia trigonospila là một loài bướm đêm trong họ Noctuidae.